# Colonna von Fels (Adelsgeschlecht)
Colonna von Fels ist der Name eines alten tirolischen, später böhmischen und schlesischen Adelsgeschlechtes. Der ursprüngliche Name lautete Völs. Die Familie war nicht verwandt mit den italienischen Colonnas, erhielt jedoch für geleistete Kriegsverdienste in einem Filiationsbrief das Recht, deren Namen und Wappen zu führen. Verschiedene Zweige wurden in den Freiherren- und Reichsgrafenstand erhoben. Die gräfliche Linie ist 1807 in Schlesien und die freiherrliche Linie 1811 in Tirol im Mannesstamm erloschen.

## Geschichte

### Linien in Tirol
Das Tiroler Uradelsgeschlecht stammte von dem Dienstmannen-Geschlecht der Herren von Völs ab. Die Ministerialen der Bischöfe von Brixen bekleideten nicht nur kirchliche Ämter, sondern durch eine kaiserliche Schenkung von 1027 gehörte ihnen auch das weltliche Herrschaftsgebiet von Völs am Schlern. Das Saalbuch zu Brixen erwähnt 1120 einen gewissen Wernher von Velles und etwas später sein Bruder Pankraz. Nach dem Saalbuch von Neustift nahm Heinrich von Velles 1191 am Kreuzzug teil und vermachte das Landgut Gumber in der Pfarre Völs. Zum Testamentsvollstrecker wurde sein Bruder Reginbert ernannt, welcher mit Adelheid Trautson die Söhne Reimbert II. und Heinrich II. hinterließ.
Die Hauptlinie setzte Reimbert II. mit Mechthild (Mathilde) von Rodank fort. 1266 siegelten seine Söhne Arnold und Heinrich mit einem Löwen in einer horizontaler Binde und 1291 mit einer Rose. Unter Arnolds Söhnen führte 1320 Volkmar noch die Rose und 1350 bereits ein Kreuz. 1350 gelobten die Söhne Volkmars, Konrad, Randold und Altum dem Tiroler Landesfürsten „ewige Öffnung ihres Schlosses Völs.“ Der vierte Bruder Hans war Inhaber des Gerichtes Völs, des Sitzes Zimmerlehen und des Schlosses Prösels. 1401 gelobte Hans des verstorbenen Hansen von Vels zu Terlan Sohn, dem Tiroler Landeshauptmann Heinrich von Rottenburg die Öffnung seines Schlosses Prösels. 1475 empfing der Sohn von Hans, Kaspar von Vels das Schloss Velseck und das Gericht Tiers vom Hochstift Brixen als Lehen. Des Weiteren kaufte er von Cyprian von Vintler das Schloss und kleine Gericht Schenkenberg. 1490 teilten seine Söhne Leonhard I. und Michael das väterliche Erbe. Leonhard erhielt Prösels und Schenkenberg und Michael das Gericht Velseck und die Haselburg mit Burgfrieden. Beide empfingen 1511 das Gericht Tiers und 1512 das Erbkämmerer-Amt vom Hochstift Brixen. 1525 wurden die Brüder in den Freiherrenstand erhoben. Möglicherweise lernte Leonhard I. den Feldherren Marcantonio Colonna im Venezianischen Krieg kennen. Für geleistete Kriegsverdienste erhielt er in einem Filiationsbrief die Erlaubnis Namen und Wappen der Colonna zu führen, um die angebliche Verwandtschaft zum stadtrömischen Adelsgeschlecht der Colonna zu untermauern. Diese Abstammungslegende war eine durchaus übliche Methode. Um Konflikte zu vermeiden, nahm Leonhard erst nach Aussterben der Herren von Matsch, die sich ebenfalls Grafen von Colonna nannten, die Säule in sein Siegel auf.
1638 wurde Christoph Moritz Colonna Freiherr zu Völs, Herr zu Schenkenberg, Aicha und Velsegg, 1669 oberster Kammermeister des Fürststifts Brixen in den Reichsfreiherrenstand erhoben. Am 1. Oktober 1808 wurde Caroline geb. Gräfin von Wolkenstein von ihrem Ehegatten Felix Colonna Freiherr von Völs, der am 1. Oktober 1804 in Bozen kinderlos starb, zur Universalerbin ernannt. Die Verhandlung zwischen der Erbin und der königlich-bayerischen Regierung über das lehenbare Allodialvermögen endeten 1807 in einem Vergleich. Bereits am 12. Februar 1807 war Schloss Prösels und das Gericht Prösels nebst weiteren Höfen und Grundrechten der königlichen Regierung übergeben worden. Die Familie ist 1811 mit dem Domherren und Propst des Kollegiatstift St. Johannes in Freising Egidius Oswald von Völs im Mannesstamm erloschen.

### Linien in Böhmen und Schlesien
Melchior, der älteste Sohn Leonhards von Völs, nahm 1520 mit weiteren tirolischen Edelleuten an der Krönung Kaiser Karls V. in Aachen teil. Bei seinem Tode 1543 hinterließ er die Söhne Ferdinand, Hauptmann zu Kufstein und Caspar, Erbkämmerer des Hochstifts Brixen. Caspar von Fels diente zunächst als Kaiserlicher Rat und Oberstkämmerer Erzherzogs Karls, in dessen Gefolge er im Juni 1560 in Wien an einem Turnier teilnahm. 1567 belehnte Erzherzog Ferdinand II. Kaspar und seinen Neffen Otto Moritz mit dem dritten Teil am Weinmaßamt und dem Zoll zu Bozen. Durch seine Vermählung mit Anna Caroline, der Tochter des Grafen Lorenz Schlicks übersiedelte er nach Böhmen. 1561 wurde er in den böhmischen Herrenstand aufgenommen. 1570 kaufte Caspar von Dietrich von Vitzthum das Gut Engelhaus. Nach seinem Tode 1577 wurde das Erbe unter seinen Söhnen Friedrich und Leonhard aufgeteilt und seine Witwe zu deren Vormund erklärt. Am 22. Februar 1602 kaufte Friedrich Colonna von seinem Vetter Stephan Schlick die Herrschaft Neudek. Nach seinem Tode führte seine Witwe Anna Barbara geborene von Schönburg für den unmündigen Sohn Wolf Caspar die Herrschaft über Neudek, Gabhorn und andere Besitzungen. Leonhard Colonna von Fels vergrößerte 1609 durch Ankauf der benachbarten Herrschaft Buchau-Hartenstein die geerbten Familiengüter. Der böhmische Zweig der Familie war lutherisch und gehörte indessen unter den evangelischen Ständen zu den Radikalen. 1609 übernahm Leonhard die Befehlsgewalt über ständische Truppen und stellte sich 1617 vergeblich gegen die Annahme des Habsburgers Ferdinand II. zum böhmischen König. 1618 beteiligte er sich am Zweiten Prager Fenstersturz und übernahm, den beiden General-Leutnants Thurn und Hohenlohe nachgeordnet, das Amt des böhmischen Feldmarschalls. Nach der Schlacht am Weißen Berg wurden die Familiengüter entzogen und die Familie aus Böhmen vertrieben. Über die Nachkommen Leonhard Colonnas herrschte in der böhmischen Landtafel „Stillschweigen“.
1633 trat der Sohn von Leonhard, der Kaiserliche Oberst Caspar Colonna von Fels in schwedische Dienste. Am 2. August 1656 wurde er mit dem Prädikat „Herr von und zu Vels“ in den Grafenstand erhoben. Seine Nachkommen brachten durch Heirat und Kauf die Güter Tost, Peiskretscham und Groß Strehlitz im Oppelner Land an sich. 1712 erhielten die Brüder Carl Colonna Freiherr von Fels, k. k. General der Kavallerie und Johann Gustav Colonna von Fels, Kapitular und Erz- und Domstifts Salzburg das Grafen-Diplom. Nachdem Groß- und Klein Stanisch in den Besitz der Grafen Colonna auf Groß Strehlitz gekommen waren, entstanden in dem Waldgebiet an der Malapane Hochöfen zur Aufbereitung der dort lagernden großen Mengen an Raseneisenstein. Um die 1780 von Philipp Graf Colonna an der Malapane errichtete Eisenhütte entstand eine Arbeitersiedlung, die 1796 den Namen Colonowska erhielt. Die gräfliche Linie ist mit Philipp Graf Colonna 1807 erloschen. Die Herrschaft Groß Strehlitz fiel darauf durch Erbwegen an die Grafen von Renard.

## Besitzungen (Auswahl)
- Völs am Schlern (1027–1807)
- Tiers (1475–?)
- Schloss Planta (16. Jahrhundert)
- Engelhaus (1570–1621)
- Gabhorn (1570–1633)
- Gießhübel (1575–1621)
- Neudek (1602–1633)
- Buchau (1609–?)
- Peiskretscham (1638–1707)
- Tost (1638–?)
- Gross Strehlitz (1651–1807)
- Slawitz (1660–?)
- Schewkowitz (17. Jahrhundert–?)
- Colonnowska (1780–1807)

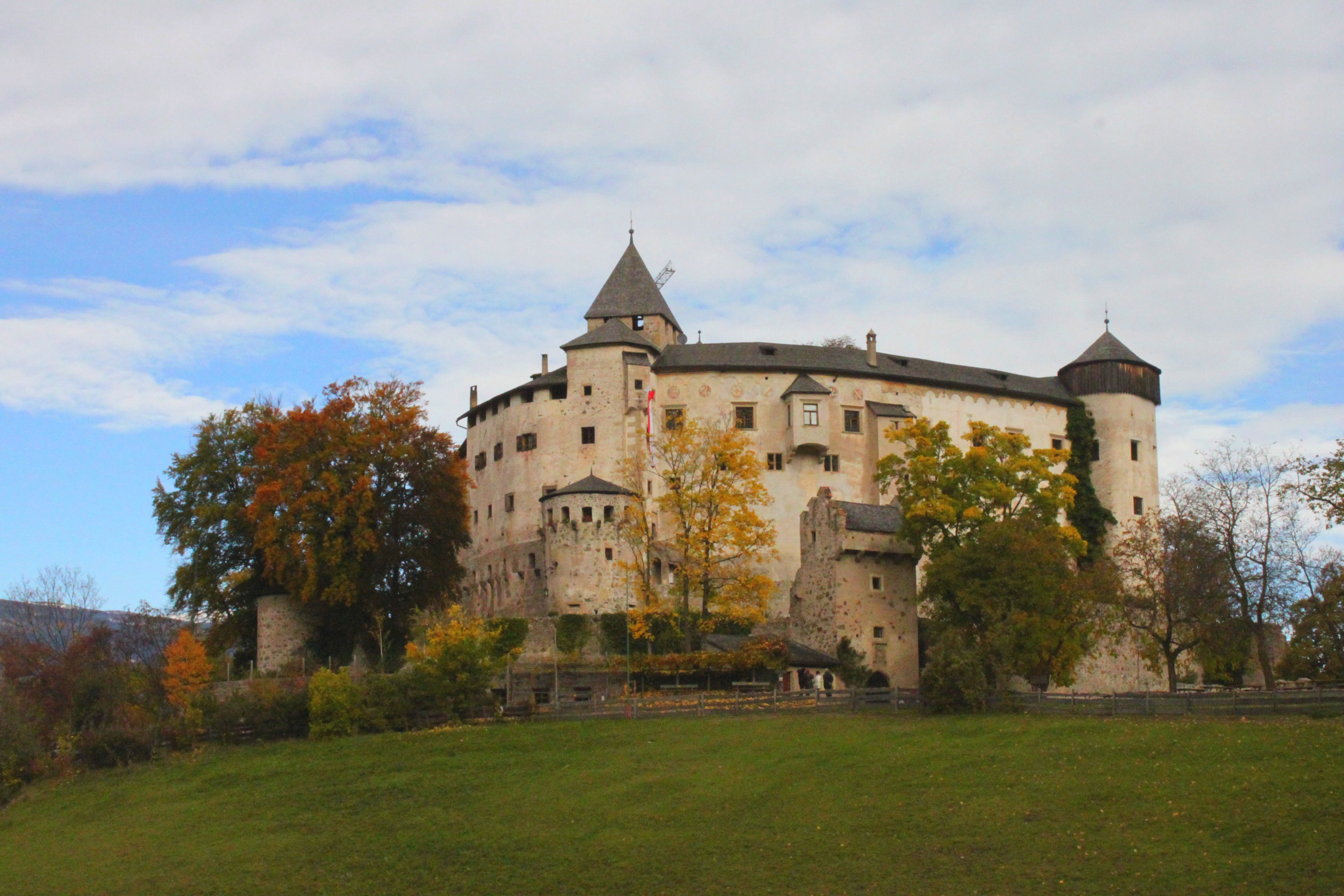
Schloss Prösels
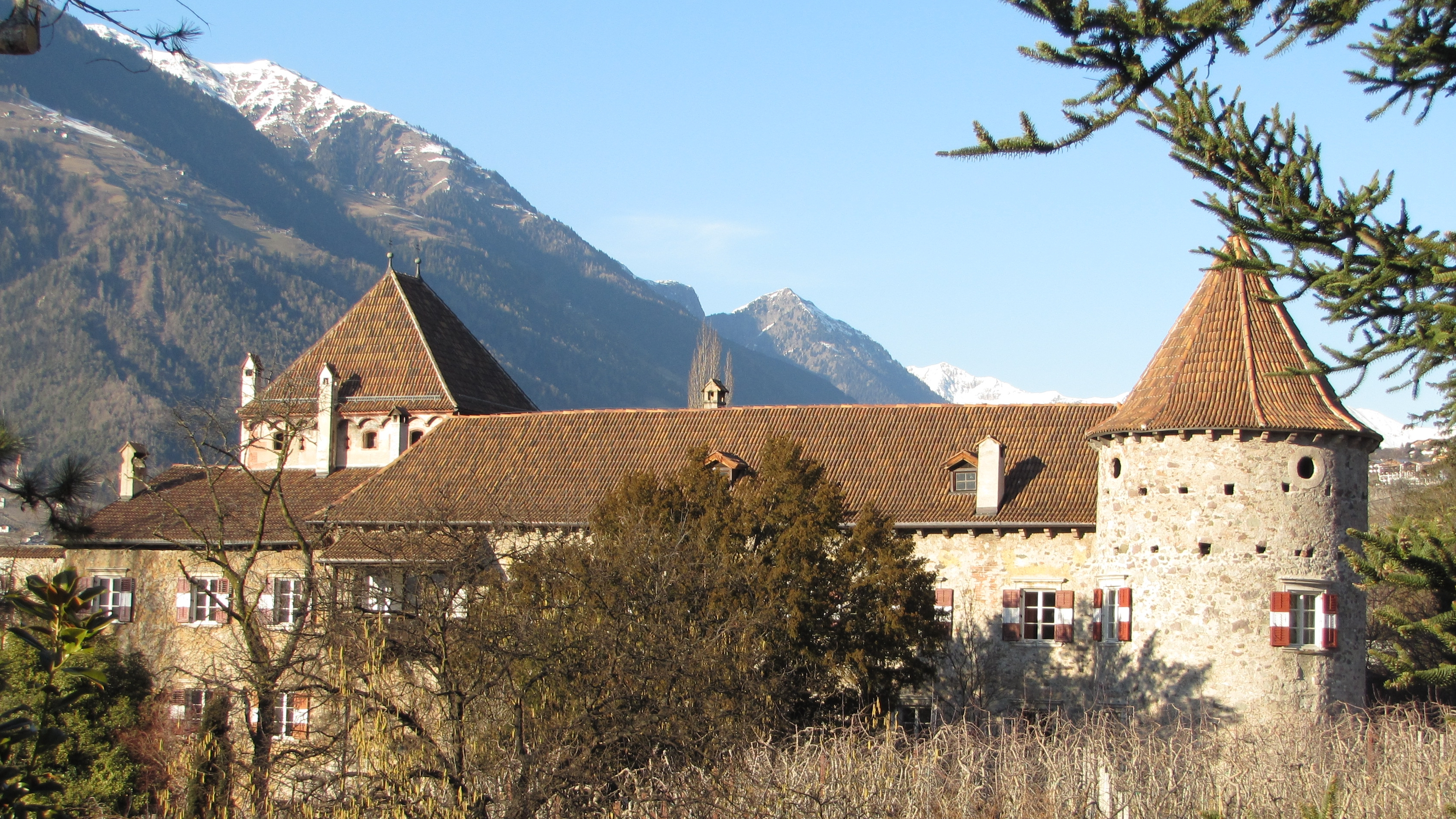
Schloss Planta
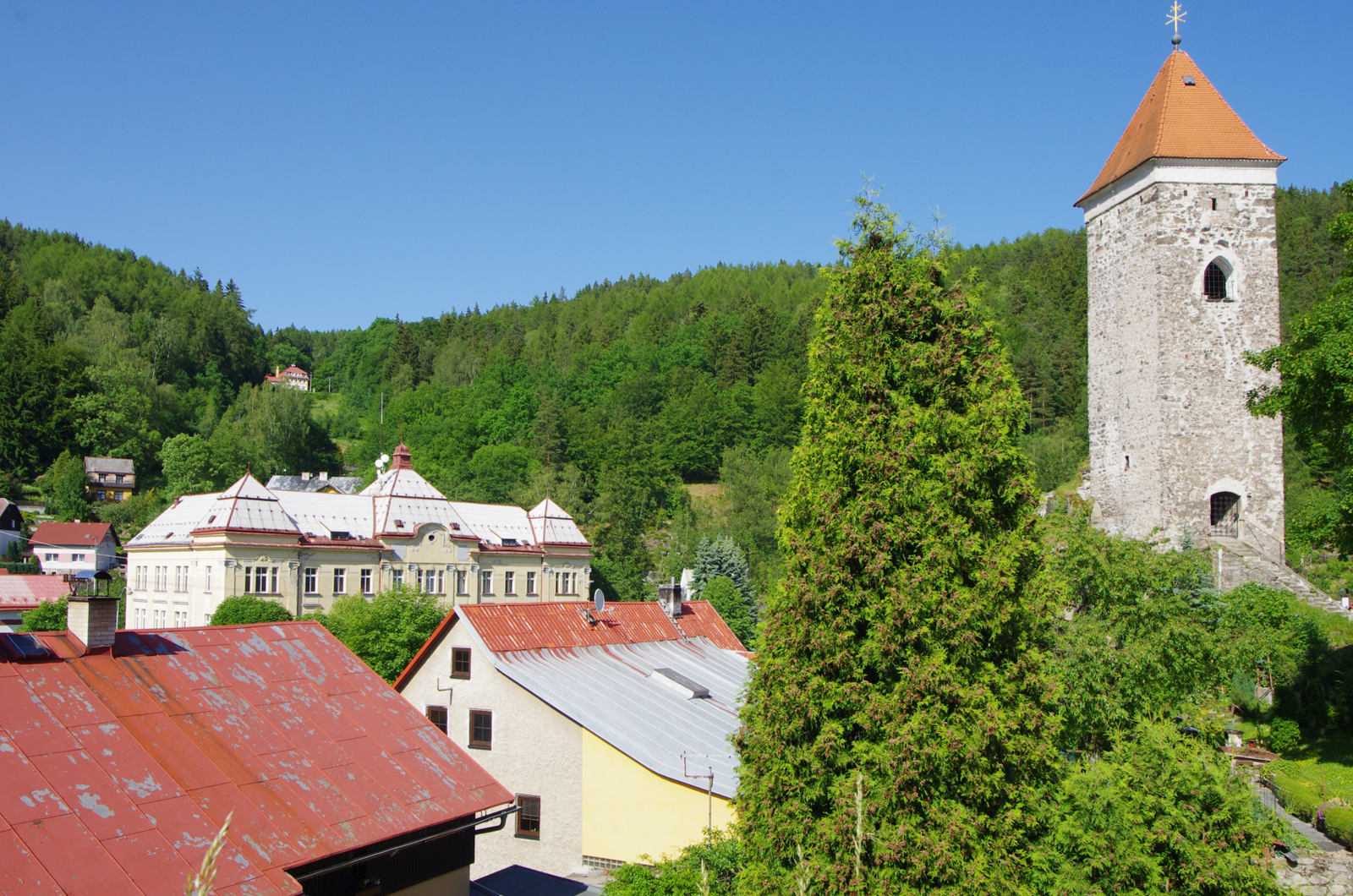
Burg Neudek
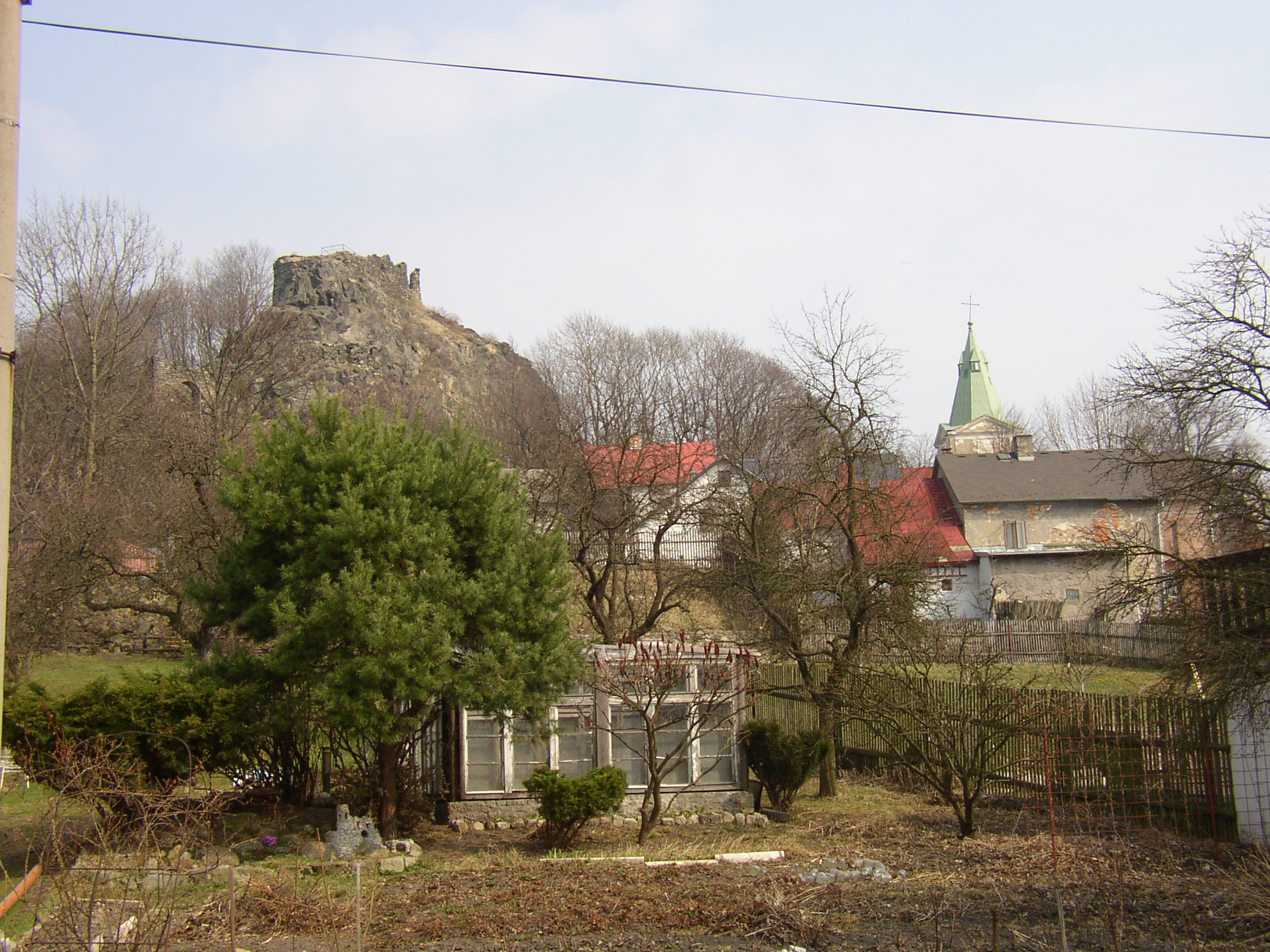
Engelsburg
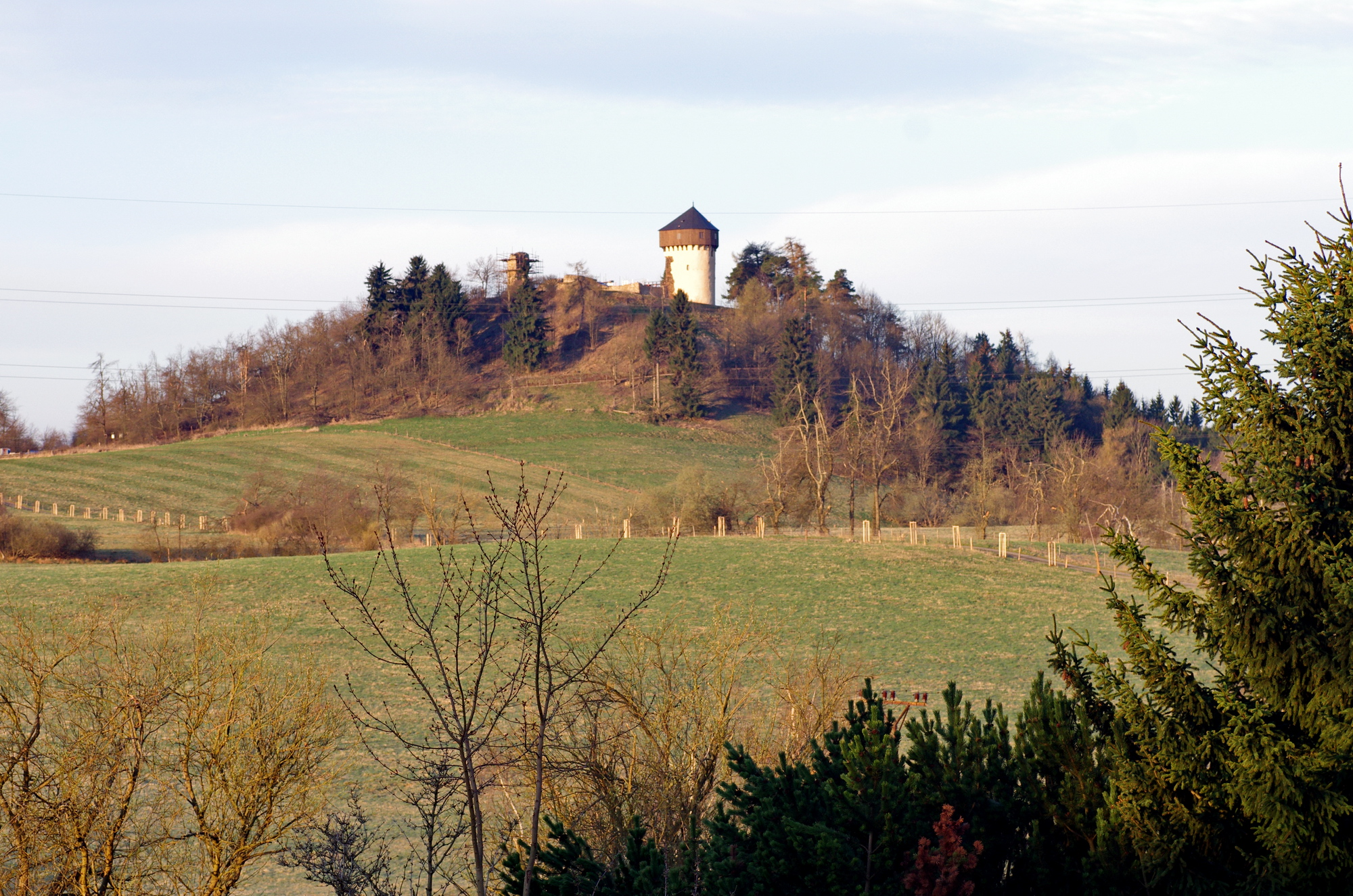
Burg Hartenstein
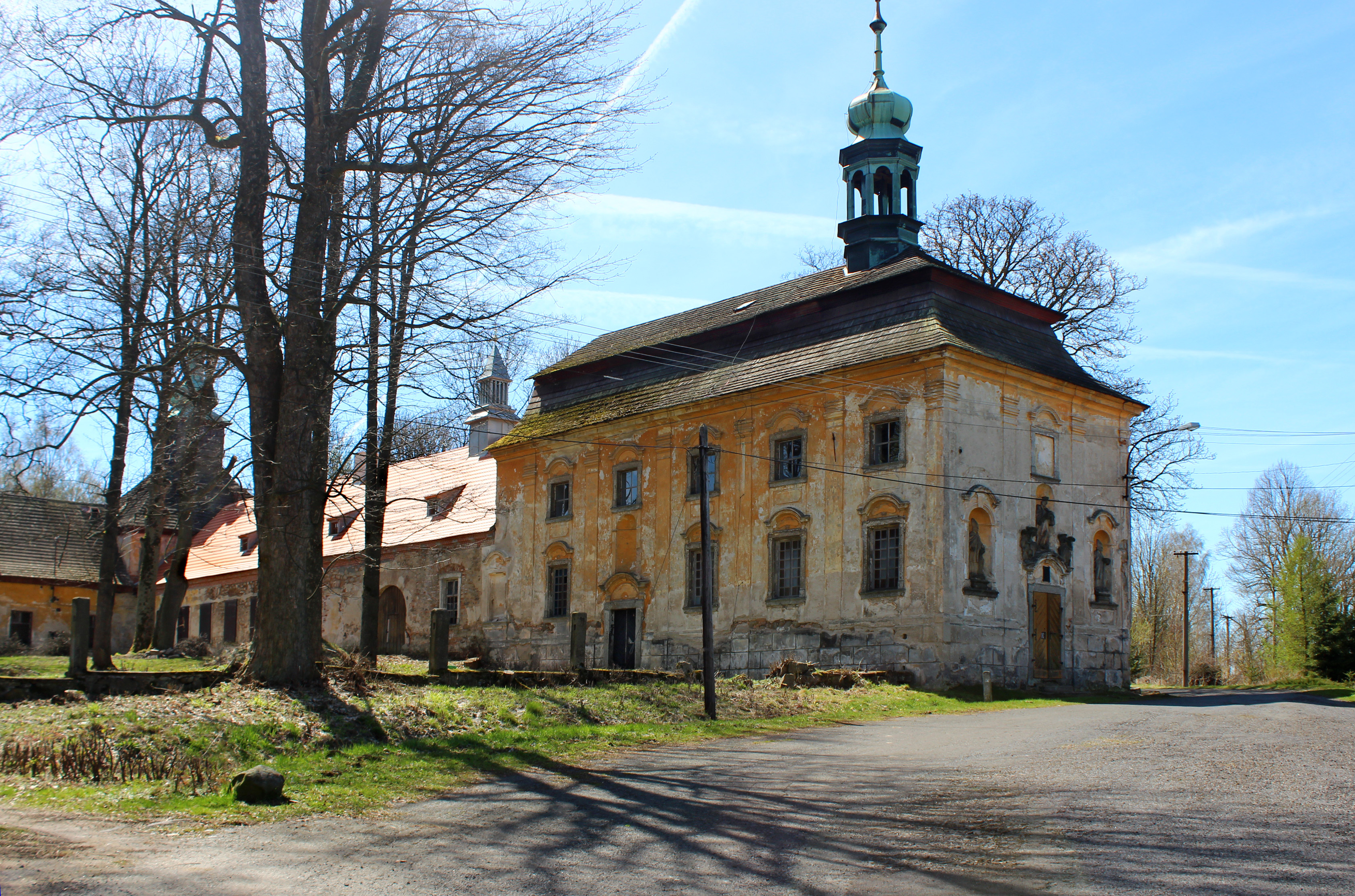
Schloss Gabhorn
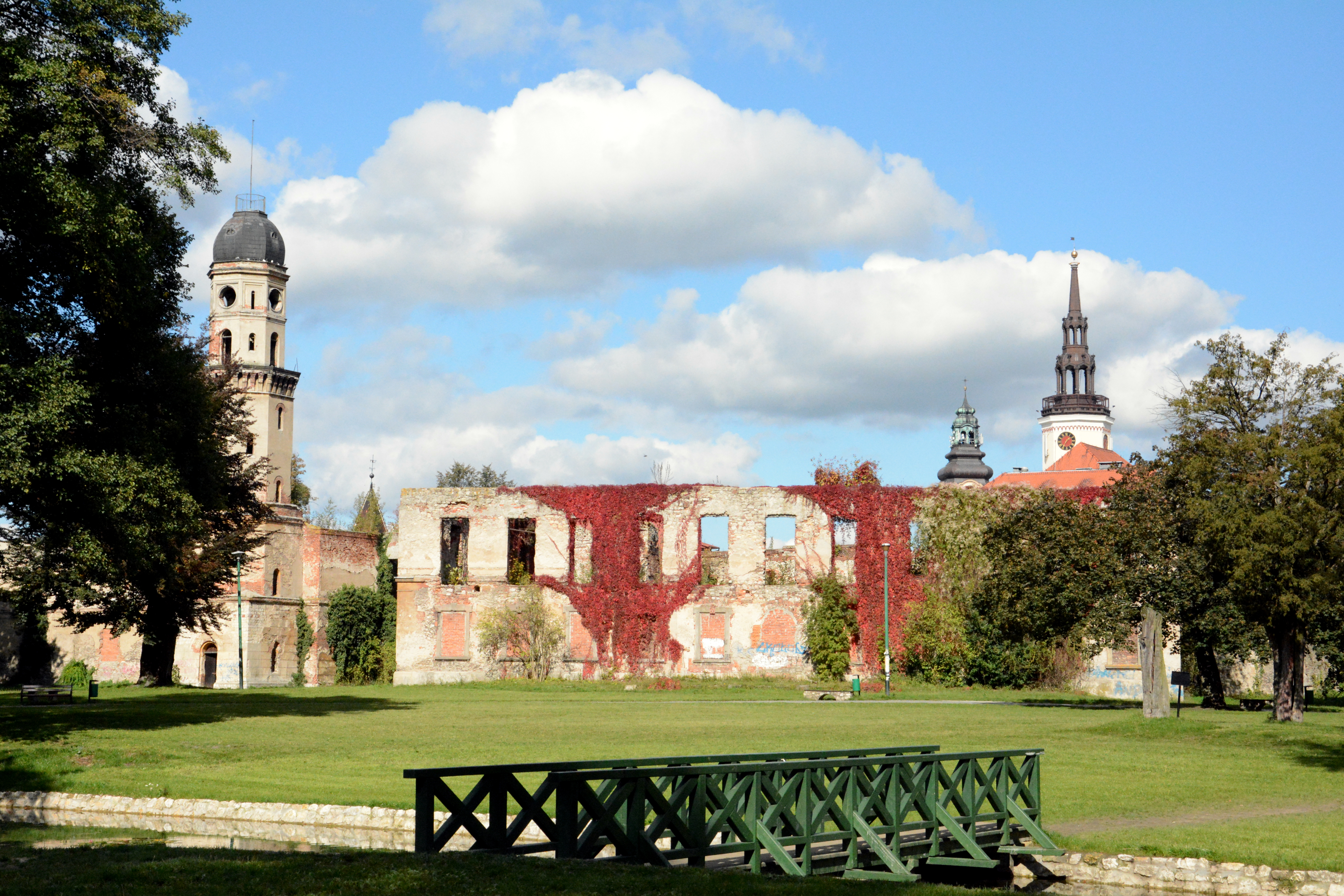
Schloss Gross Strehlitz
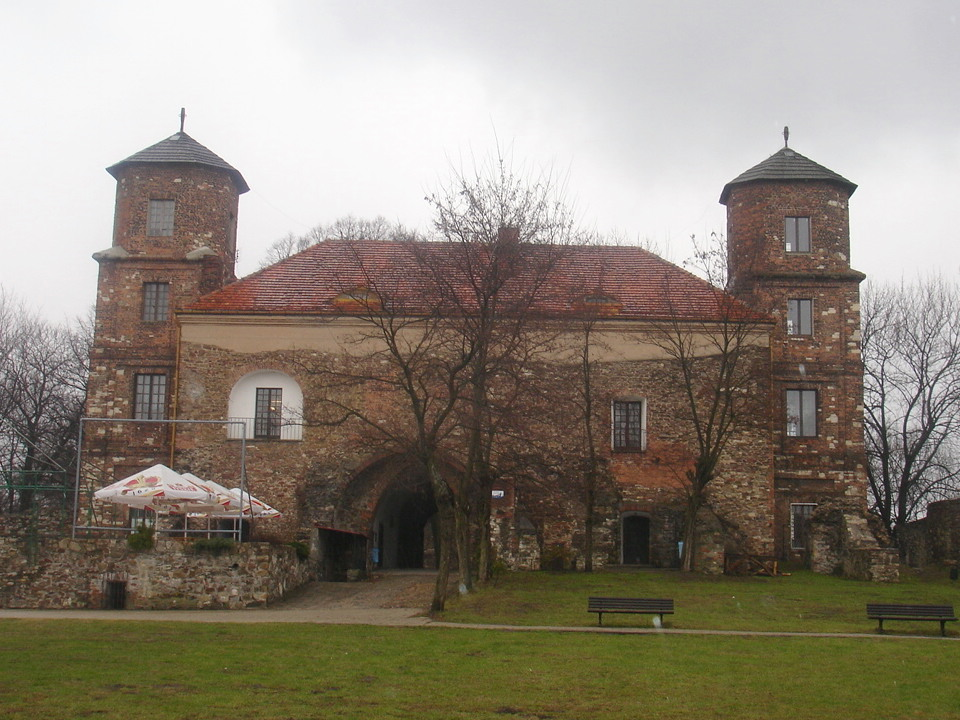
Burg Tost

## Wappen
Geviertes Schild mit Herzschild: Im silbernen Herzschild drei schrägrechte schwarze Balken und im oberen rechten Freiviertel in Rot ein goldener Pokal mit Deckel; 1 und 4 in Rot die Colonna’sche silberne, golden-gekrönte Säule, mit goldenem Capital und Fuß, 2 in Schwarz ein mit einem roten Kreuz belegter silberner Querbalken; 3 in Schwarz ein, mit einer roten Rose belegter silberner Querbalken. Das Wappen (ohne Herzschild) dient heute als Gemeindewappen von Völs am Schlern.

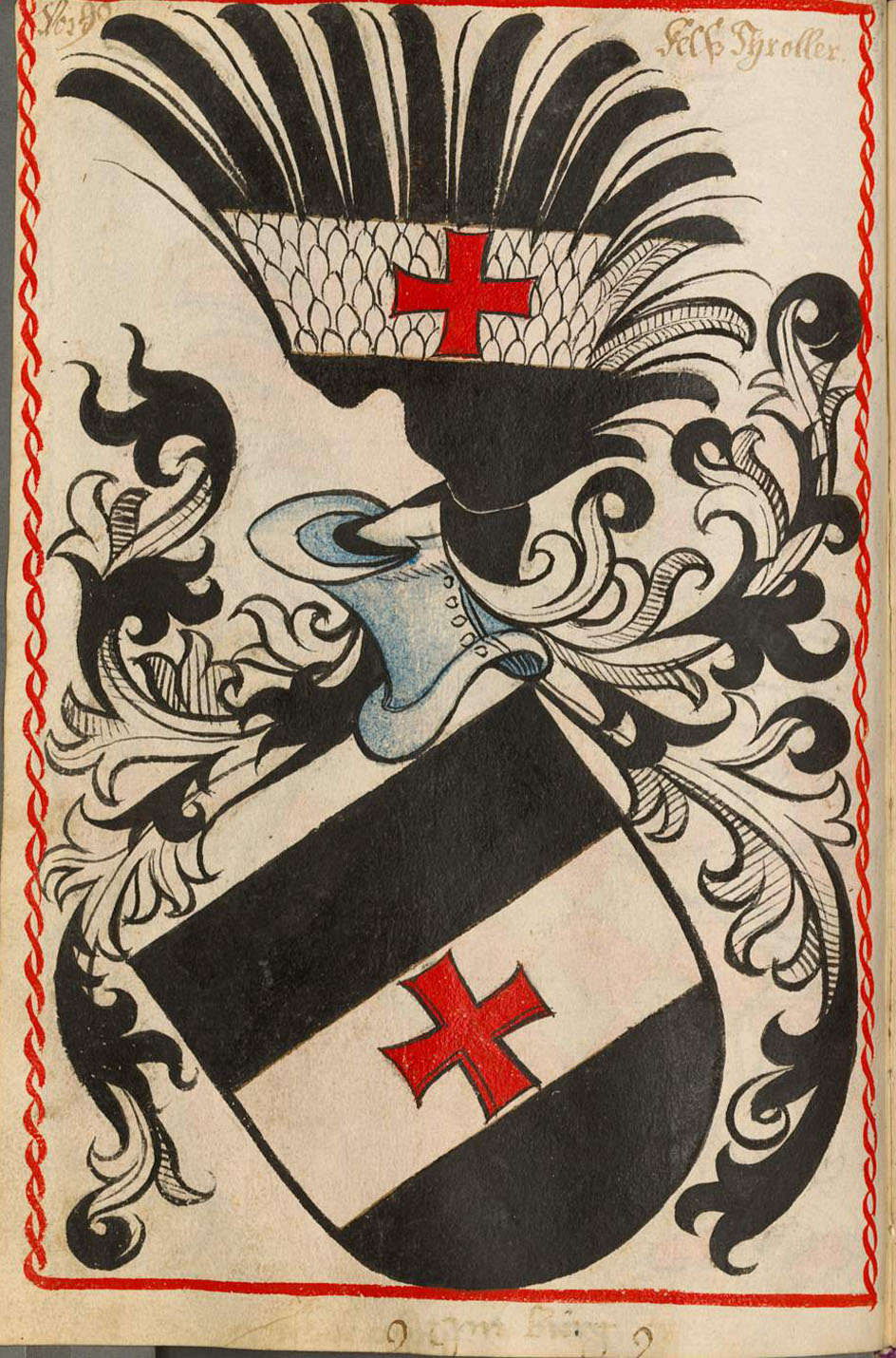
Stammwappen derer von Völs
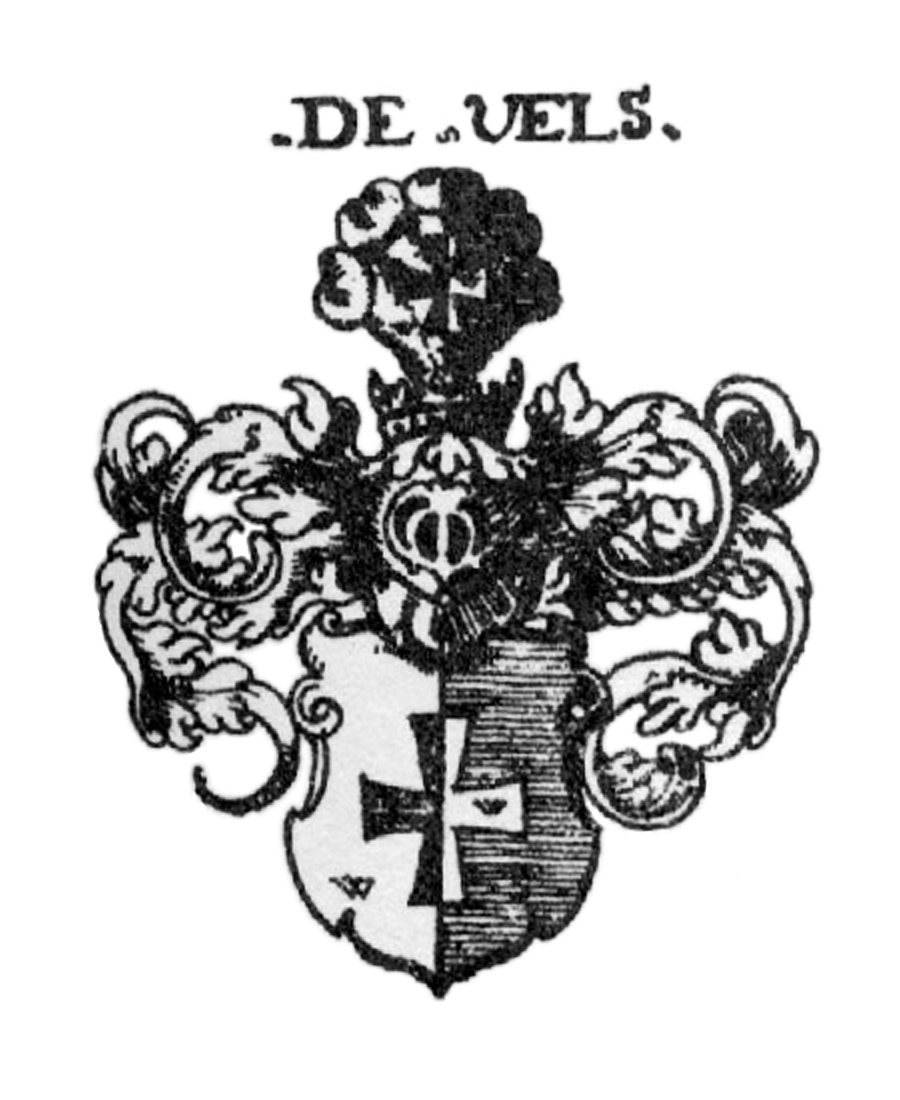
Wappen derer von Vels
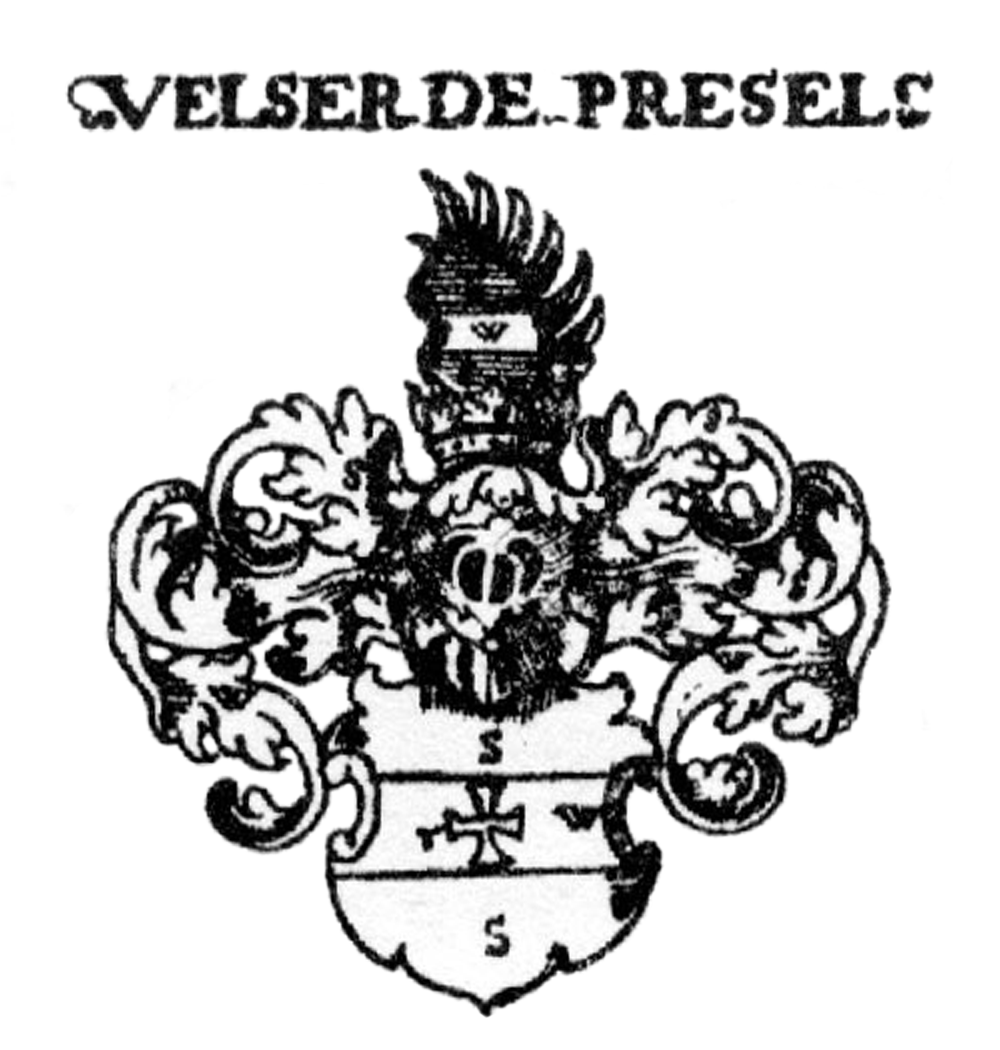
Wappen der Velser von Prösels
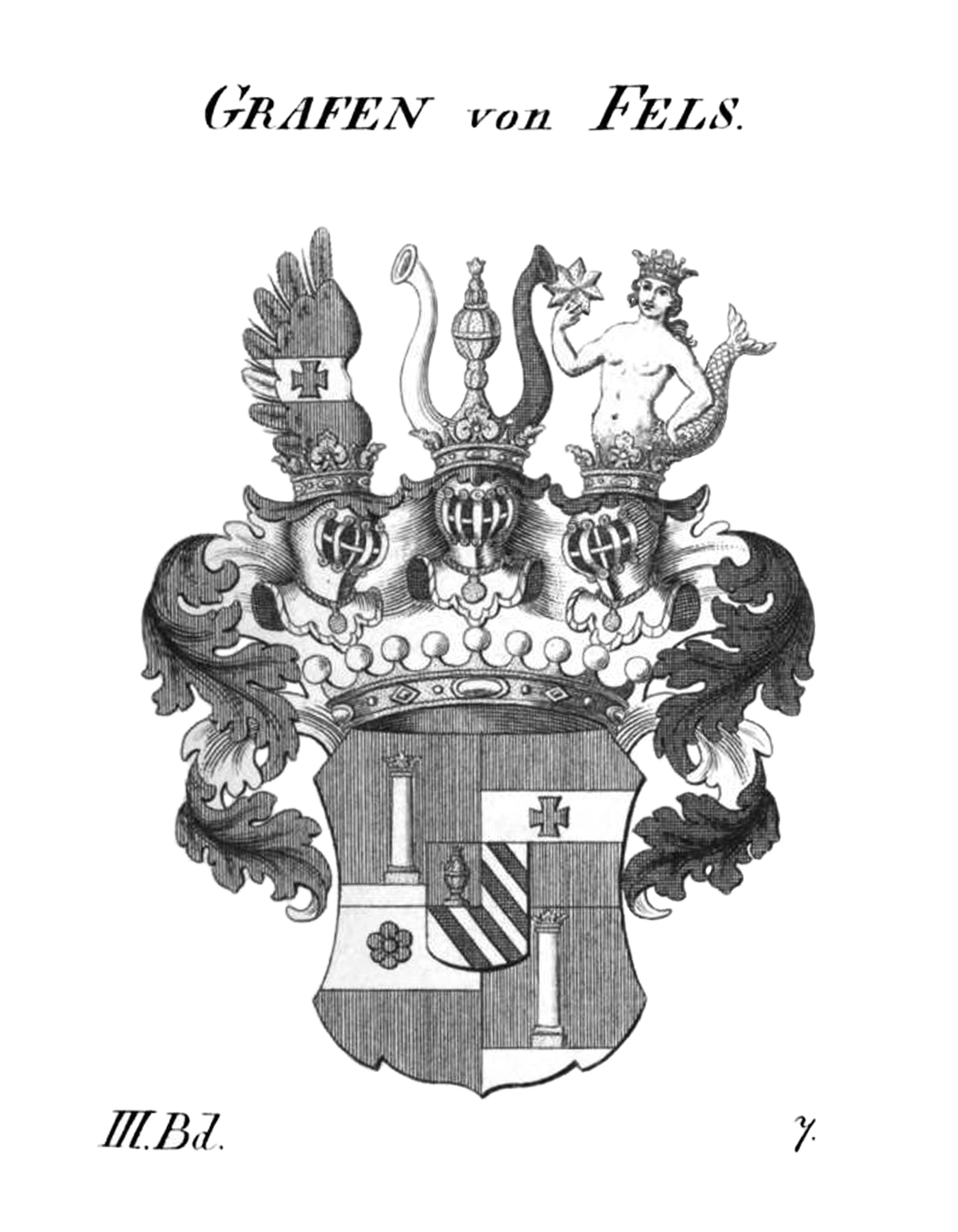
Wappen der Grafen von Fels
Wappen der römischen Colonna
Wappen der Gemeinde Völs am Schlern

## Genealogie (Auswahl)

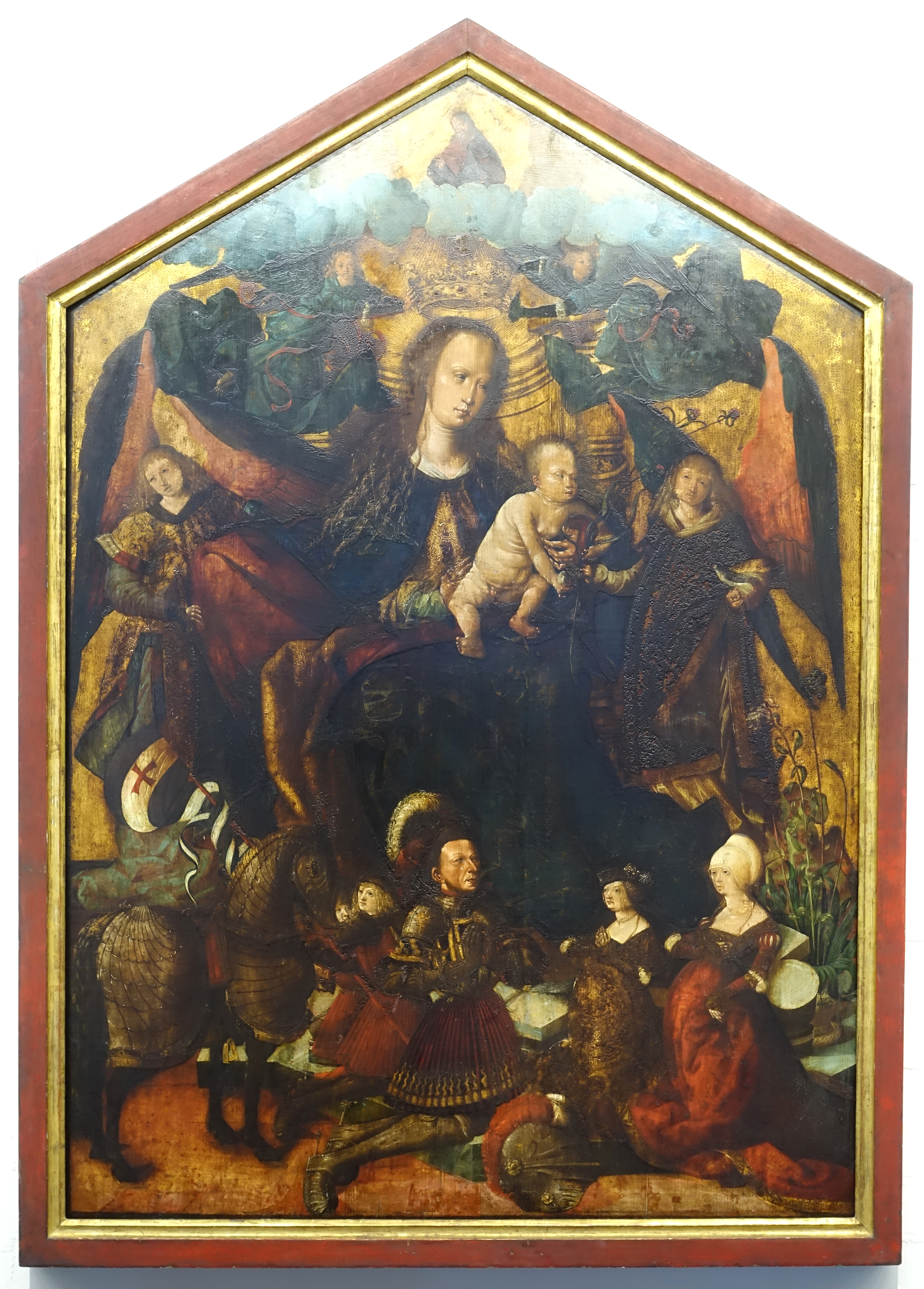
Altarbild Krönung Mariens, darunter kniend Leonhard von Völs und seine Gemahlin Maria von Thun, aus der Burgkapelle von Schloss Prösels

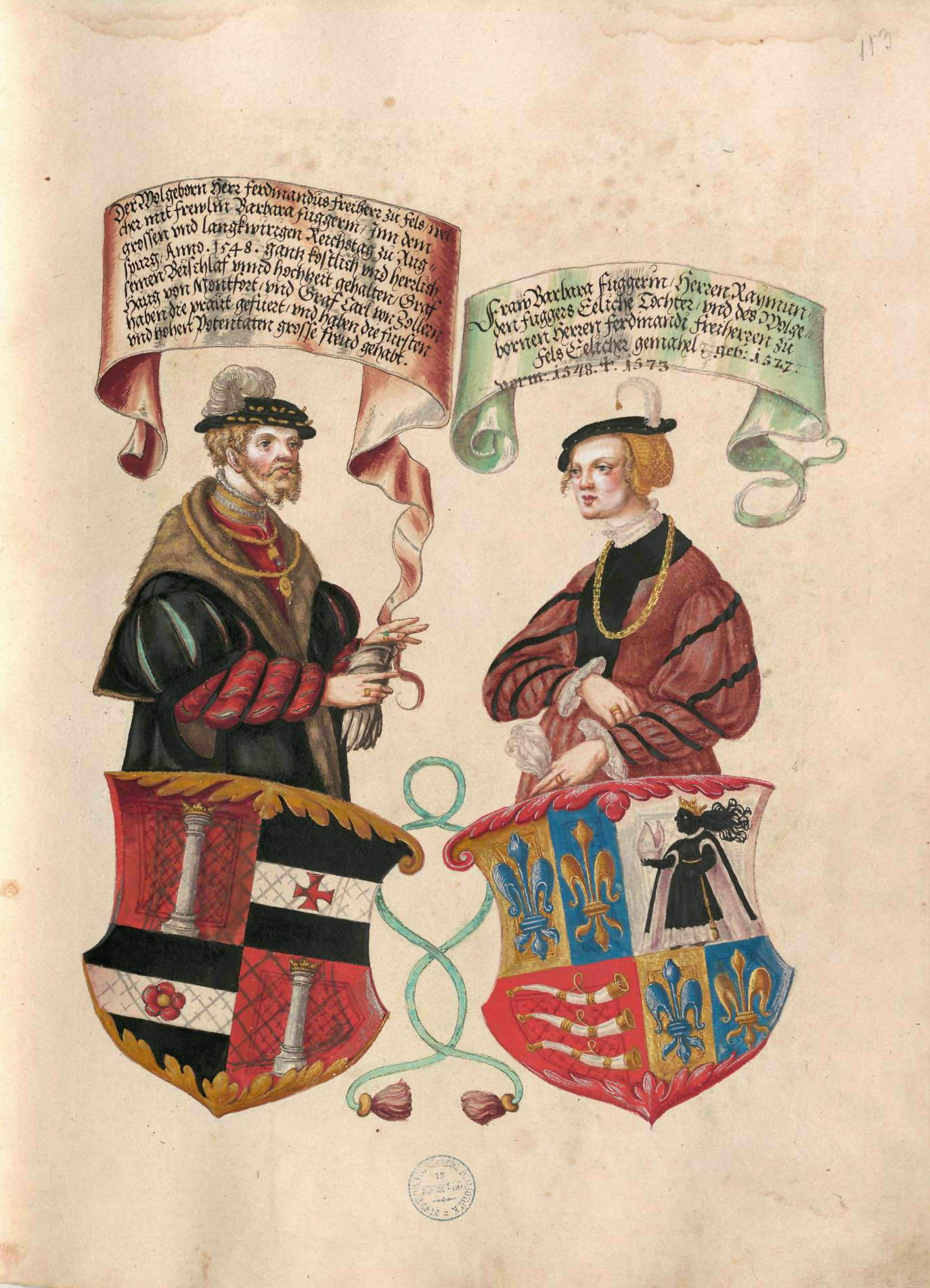
Portrait- und Wappendarstellung des Freiherren Ferdinand von Fels kgl. Rat, Landeshauptmann an der Etsch, Burggraf zu Tirol und seiner Gemahlin Barbara Fugger

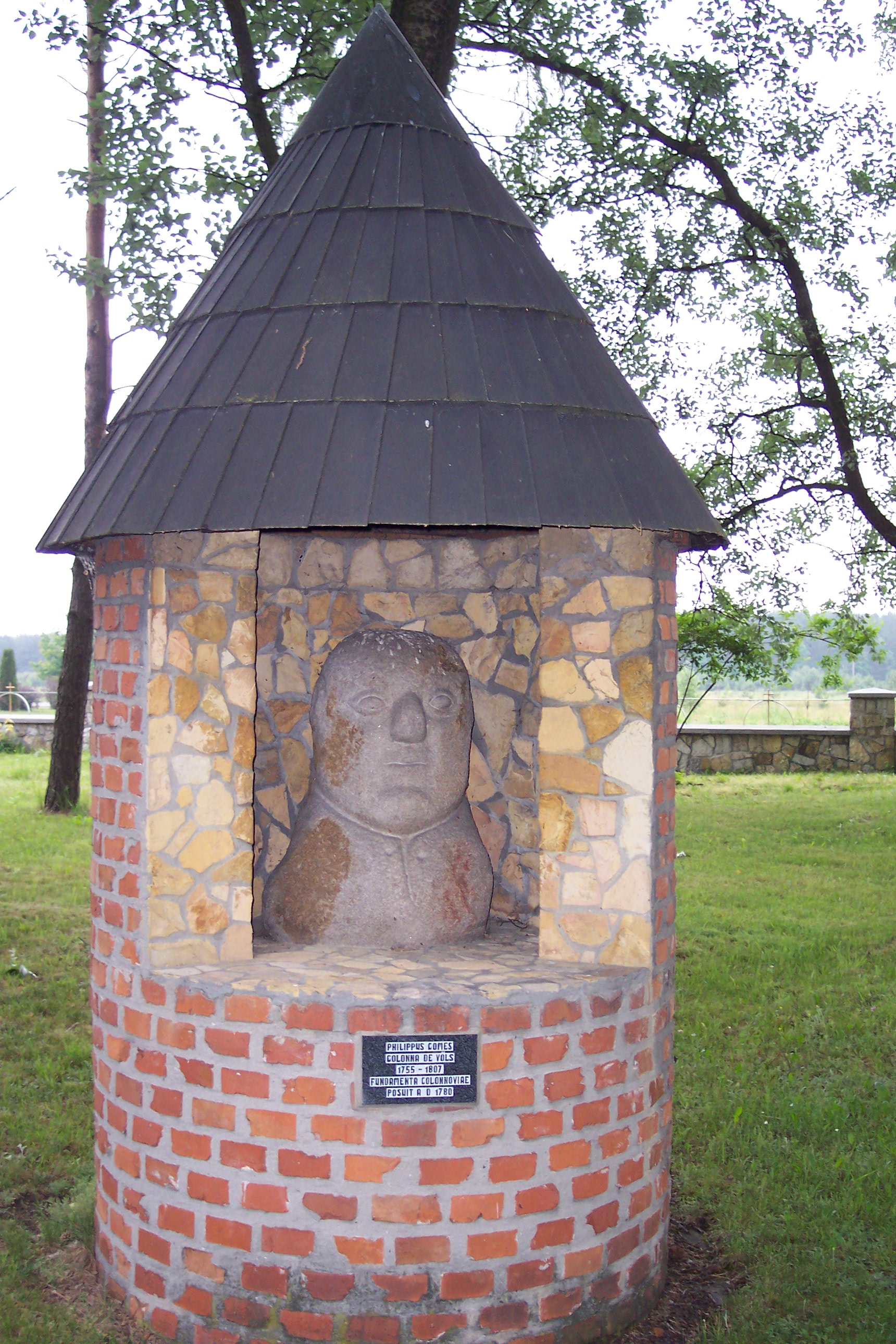
Steinskulptur des Gründers von Colonnowska Philipp Colonna von Völs

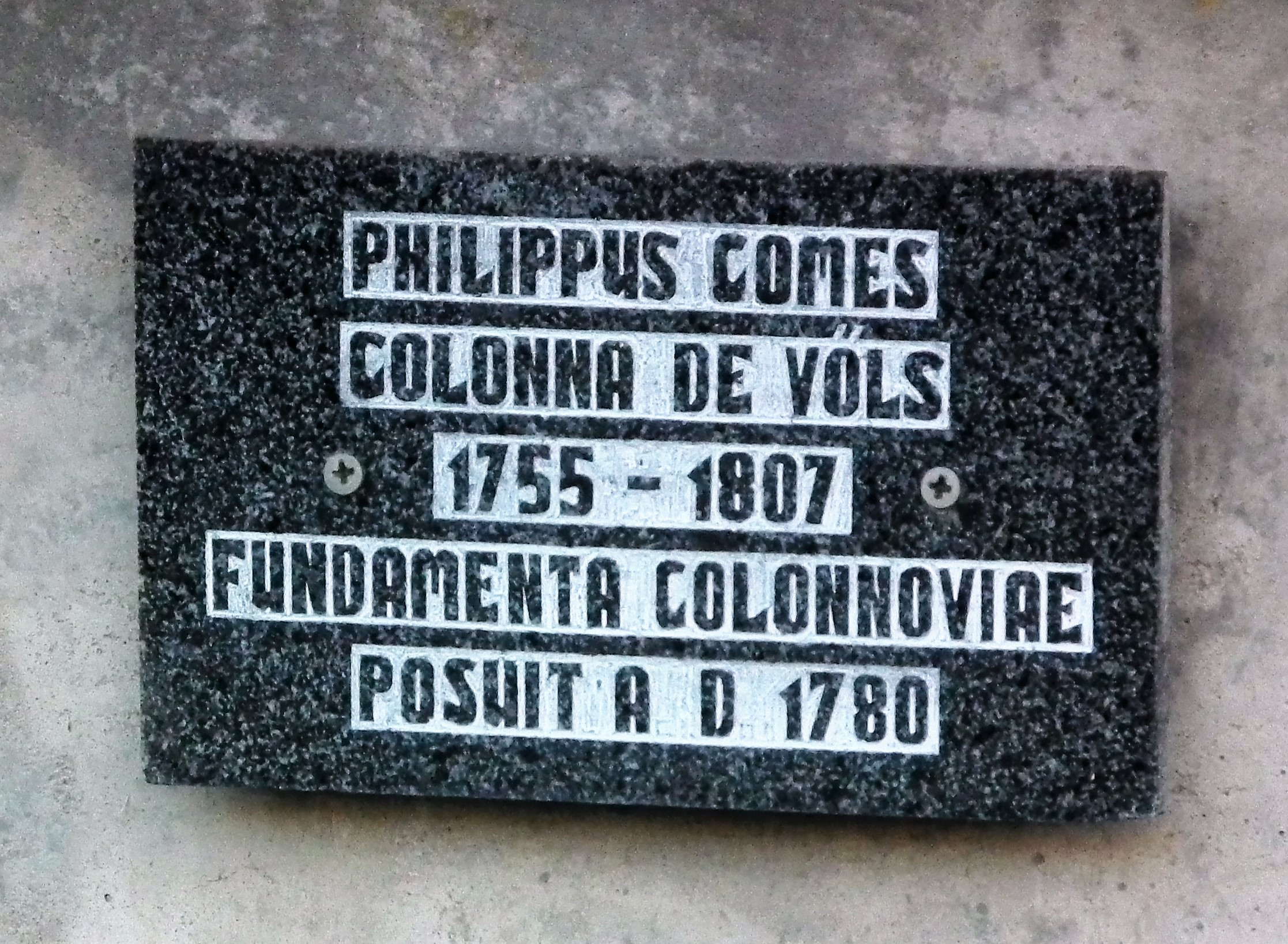
Gedenkstein für Philipp Colonna von Völs

- Caspar von Völs; († 1480); ⚭ Dorothea von Weineck
  - Leonhard I. von Völs († 1530); ⚭ Regina von Thun
    - Melchior Colonna von Fels († 1543); ⚭ Sidonia von Ortenburg
      - Ferdinand Colonna von Fels († 1558); ⚭ Barbara Fugger von Kirchberg und Weißenhorn
        - Johann Christoph Otto Moritz Colonna von Fels († 1617); ⚭ Anna Maria Pichler von Weitenegg
        - Sidonia Katharina Colonna von Fels († 1613); ⚭ Hans Sigismund von Degenberg

      - Jakob Caspar Colonna von Fels († 1594); ⚭ Anna Caroline Schlick zu Passaun und Weißkirchen
        - Friedrich Caspar Colonna von Fels († 1614); ⚭ Anna Barbara von Schönburg
          - Anna Elisabeth Colonna von Fels († 1648); ⚭ Johann Philipp Cratz von Scharffenstein

        - Leonhard Colonna von Fels (1565–1620); 1.⚭ Ursula Kragjrz von Kraigk, 2. ⚭ Elisabeth von Lobkowitz
          - Kaspar Colonna von Fels (1594–1666); ⚭ Antonia Sidonia Kunigunde von Kolowrat-Liebsteinsky
            - Carl Gustav Colonna von Fels (1630–1686); ⚭ Anna Margaretha von Schellendorf
              - Marie Louise Charlotte Colonna von Fels (1665–1716); ⚭ Konrad Wenzel von Saurma
              - Margarethe Leopoldine Colonna von Fels (1667–1734); ⚭ Ferdinand Joseph von Tattenbach und Rheinstein
              - Johanna Sidonie Colonna von Fels (* 1669); ⚭ Georg Friedrich von Bludowsky
              - Anna Sigismunda Colonna von Fels (* 1671); ⚭ Johann Leopold Hrzan von Kapliers
              - Agnes Eleonora Colonna von Fels (* 1672); ⚭ Johann Friedrich von Peterswaldsky von Peterswald
              - Carl Samuel Leonhard Colonna von Fels (1674–1752); 1.⚭ Johanna Beatrix Eleonore von Gallas, 2.⚭ Maria Catharina von Gaschin
                - Franz Carl Colonna von Fels (1699–1756); ⚭ Maria Anna von Radetzky
                  - Maria Anna Colonna von Fels (1753–1773); ⚭ Lazarus III. Henckel von Donnersmarck
                  - Philipp Colonna von Fels (1755–1807), starb ledig

                - Anna Maria Elisabeth Franziska Colonna von Fels (1703–1759); ⚭ Philipp Joseph von Gallas
                - Carolina Josepha Anna Colonna von Fels (1705–1768); ⚭ Carl Joseph Desfours
                - Norbert Wenzel Franz Colonna von Fels (1706–1761); ⚭ Sidonia Serényi von Kis-Serény
                - Maria Theresia Margaretha Franziska Colonna von Fels (1709–1766); ⚭ Ferdinand von Kokorzowa
                - Aloisia Margaretha Emerentiana Colonna von Fels (1714–1782); ⚭ Johann Christoph von und zu Clam
                - Margaretha Anna Josepha Colonna von Fels († 1753); ⚭ Franz von Reiswitz und Kaderzin
                  - Charlotte von Reisswitz und Kaderzin; ⚭ Amand von Gaschin zu Rosenberg
                    - Aloisa von Gaschin zu Rosenberg; ⚭ Johann Baptist II. von Renand
                      - Andreas Maria von Renard (1795–1874); ⚭ Euphemie Anna Barbara von Rudno-Rudzinska

                - Gottliebe Maria Catharina Colonna von Fels (* 1719); ⚭ Max Valentin Herzan von Harras

              - Christoph Leopold Colonna von Fels (1677–1755); ⚭ Maria Ludovika Zierowaka von Zierowa
              - Gottliebe Marianne Amadea Colonna von Fels (1682–1729); ⚭ Maximilian Joseph von Khüenburg

            - Georg Leonhard Colonna von Fels († 1684); 1.⚭ Margaretha von Sporck; 2.⚭ Anna Maria von Studnitz
              - Carl Colonna von Fels (1678–1713); ⚭ Maria Anna von Mansfeld

            - Johanna Elisabeth Colonna von Fels (1632–1689); ⚭ Georg Heinrich von Roedern

          - Anna Maria Colonna von Fels; ⚭ Wilhelm Friedrich Ferdinand von Kolowrat-Krakowsky
          - Sidonia Colonna von Fels; ⚭ Georg Ernst Schlick zu Passaun und Weißkirchen

        - Elisabeth Colonna von Fels (1569–1616); ⚭ Johann Georg von Schwanberg

  - Michael von Völs († 1528); ⚭ Katharina von Cles
    - Leonhard II. von Fels (1497–1545), starb kinderlos
    - Egidius von Fels († 1546); ⚭ Anna von Laas
      - Carl Colonna von Fels († 1585); ⚭ Dorothea von Thun
      - Christoph Colonna von Fels († v. 1615); 1.⚭ NN, 2.⚭ Catharina von Trapp
        - Christoph Leonhard Colonna von Fels († 1593); ⚭ Margaretha von Messdach
          - Cornelius Colonna von Fels († 1664); 1.⚭ Maria Johanna Hoyos, 2.⚭ Isabella Perpetua von Urschenbeck
            - Johann Franz Leopold Carl Colonna von Fels († 1681); ⚭ Maria Elisabeth von Schärffenberg
              - Franz Colonna von Fels; ⚭ Maria Elisabeth Carafa
                - Franz Joseph Carl Colonna von Fels (1711–1783); ⚭ Maria Anna Maximiliana Bieschin
                  - Anna Maria Josepha Colonna von Fels (1741–1819); ⚭ Johann Vigil Carl von Thun und Hohenstein

        - Michael Colonna von Fels († 1641); ⚭ Ursula von Lodron
          - Christoph Michael Colonna von Fels (1599–1642); ⚭ Maria Eleonora von Mörsberg
            - Anna Sabina Colonna von Fels (* 1635); ⚭ Hieronymus Otto von Raffenstein

        - Egidius Oswald I. Colonna von Fels; ⚭ Veronica Calepinus
          - Johann Baptist Colonna von Fels († 1658); ⚭ Maria Clara von Taxis
            - Egidius Oswald II. Colonna von Fels († 1725); ⚭ Anna Maria Hendl von Goldrain
              - Johann Anton Leonhard Colonna von Fels; ⚭ Judith von Arz und Wasegg
                - Felix Joseph Colonna von Fels (1726–1804); 1.⚭ Maria Anna von Enzenberg, 2.⚭ Caroline von Wolkenstein
                - Egidius Oswald III. Colonna von Fels (1729–1811), Domherr zu Freising

              - Maria Elisabeth Franziska Colonna von Fels (1690–1762); ⚭ Franz Andreas Wenzl von Sternbach

            - Clara Colonna von Fels; ⚭ Benedikt von Mamming
            - Franz Anton Colonna von Fels (1651–1725), starb ledig

    - Johann Jacob Colonna von Fels († 1551); ⚭ Elisabeth von Schlandersberg
      - Wolfgang Heinrich Colonna von Fles; ⚭ Marianna Paumgartner
      - Felicitas Colonna von Fels; ⚭ Otto IV. von Eberstein und Boldrungen